# Lucius Cornelius Scipio Asiaticus (Kr. e. 190)
Lucius Cornelius Scipio Asiaticus (Kr. e. 3. század – Kr. e. 2. század) római politikus, hadvezér, a patricius származású Cornelia gens tagja volt. Atyja, Publius, Kr. e. 218-ban volt consul, és Kr. e. 211-ben esett el a punok elleni harcban, melyet Lucius fivére, a híres Publius Africanus fejezett be.
Kr. e. 210-ben proconsuli rangú fivére legatusaként menesztették Hispaniába, és a háború befejezéséig alatta szolgált. Kr. e. 208-ban bevette Oringis városát. A győzelem senatus előtti bejelentésének feladata is rá hárult. Kr. e. 193-ban praetorként Szicíliát irányította, majd Kr. e. 190-ben consullá választották Caius Laelius kollégájaként. Mindkét főmagistratus magának akarta learatni a III. Antiokhosz ellen kezdődő háborúban a győztest megillető babérokat, és Publius Africanus ajánlkozásának köszönhetően a senatus Luciust bízta meg a keleti hadjárat vezetésével. A punokat legyőző fivére legatusként szolgált öccse seregében.
Fivére segítségével a Szipülosz-hegyi csatában legyőzte a Szeleukida hadseregét, és Kr. e. 189-ben triumphusszal térhetett haza, felvéve az Asiaticus (másképp Asiagenes vagy Asiagenus) nevet. Az ezt követő években a Scipiók idősebb Cato nevével fémjelzett ellenzéke komoly támadást indított a fivérek ellen. Kr. e. 187-ben megvádolták, miszerint Antiokhosz megvesztegette őt és bátyját, ezért túl enyhe feltételeket szabtak ki birodalmára a fegyverszünet idején. Mivel elszámolást nem tudott bemutatni – állítólag a vérig sértett Publius semmisítette meg őket –, először börtönbüntetésre ítélték, amit később vagyonának elkobzásává enyhítettek.
Scipio kiterjedt cliensi és elvbaráti köre bőségesen adakozott a politikus anyagi helyzetének rendezésére, így az Kr. e. 185-ben már dús játékokat rendezhetett, teljesítve győzelmi fogadalmát. Kr. e. 184-ben még a censori méltóságra is jelentkezett, azonban ellenfele, Cato kiütötte a nyeregből, és megalázásképpen még a lovát is elvette az lovagok szemléjén.
Ő családjának egyetlen tagja, akinek pénzérméje maradt az utókorra. Fia, Lucius Kr. e. 167-ben quaestor volt. Dédunokája, akit szintén Lucius Asiaticusnak neveztek, Kr. e. 83-ban elérte a consulságot.
| Elődei: Publius Cornelius Scipio Nasica és Manlius Acilius Glabrio | Consul i. e. 190 collega: Caius Laelius | Utódai: Marcus Fulvius Nobilior és Caius Manlius Vulso |

## Külső hivatkozások
- Dictionary of Greek and Roman Biography and Mythology. Szerk.: William Smith. Boston, C. Little & J. Brown, 1867.
Elérhető a Michigani Egyetem Könyvtárának honlapján: I. kötet (A–D); II. kötet (E–N); III. kötet (O–Z).

1. ↑  Digital Prosopography of the Roman Republic (angol nyelven). (Hozzáférés: 2021. június 29.)